# Cantón de Gaillon-Campiña
El cantón de Gaillon-Campiña era una división administrativa francesa, que estaba situada en el departamento de Eure y la región de Alta Normandía.

## Composición
El cantón estaba formado por veinte comunas:
- Ailly
- Autheuil-Authouillet
- Bernières-sur-Seine
- Cailly-sur-Eure
- Champenard
- Écardenville-sur-Eure
- Fontaine-Bellenger
- Fontaine-Heudebourg
- Heudreville-sur-Eure
- La Croix-Saint-Leufroy
- Saint-Aubin-sur-Gaillon
- Sainte-Barbe-sur-Gaillon
- Saint-Étienne-sous-Bailleul
- Saint-Julien-de-la-Liègue
- Saint-Pierre-de-Bailleul
- Saint-Pierre-la-Garenne
- Tosny
- Venables
- Vieux-Villez
- Villers-sur-le-Roule

## Supresión del cantón de Gaillon-Campiña
En aplicación del Decreto n.º 2014-241 de 25 de febrero de 2014, el cantón de Gaillon-Campiña fue suprimido el 22 de marzo de 2015 y sus 20 comunas pasaron a formar parte del nuevo cantón de Gaillon.